# IC 834
IC 834 ist eine elliptische Galaxie vom Hubble-Typ E4? im Sternbild Coma Berenices am Nordsternhimmel. Sie ist schätzungsweise 290 Millionen Lichtjahre von der Milchstraße entfernt und hat einen Durchmesser von etwa 45.000 Lichtjahren.
Im selben Himmelsareal befinden sich u. a. die Galaxien NGC 4849, IC 832, IC 835, IC 837.
Das Objekt wurde am 24. Februar 1892 vom österreichischen Astronomen Rudolf Spitaler entdeckt.